# Jon Link
Jon Paul Link, né le 23 mars 1984 à Columbus (Ohio) aux États-Unis, est un lanceur de relève droitier au baseball. Il évolue en Ligue majeure en 2010 avec les Dodgers de Los Angeles et est en 2012 sous contrat avec les Marlins de Miami.

## Carrière
Jon Link est drafté au 26e tour par les Padres de San Diego en 2005. Il est échangé aux White Sox de Chicago le 31 juillet 2007 pour Rob Mackowiak. Le 18 décembre 2009, Link et le lanceur des ligues mineures John Ely passent aux Dodgers de Los Angeles dans l'échange qui envoie à Chicago le voltigeur Juan Pierre.
Le 20 avril 2010, Jon Link fait ses débuts dans les majeures dans l'uniforme des Dodgers en lançant deux manches sans accorder de point aux Reds de Cincinnati. Il effectue neuf sorties en relève avec Los Angeles en 2010. Sa moyenne de points mérités s'élève à 4,15 en huit manches et deux tiers lancées. Il passe la saison 2011 à Albuquerque avec le club-école des Dodgers en ligue mineure.
En décembre 2011, Link signe un contrat des ligues mineures avec les Orioles de Baltimore. Il ne joue qu'en ligues mineures et, durant l'été 2012, est mis sous contrat par les Marlins de Miami.

## Statistiques
| Saison | Équipe     | G | GS | CG | SHO | V | D | SV | IP  | SO | ERA  |
| ------ | ---------- | - | -- | -- | --- | - | - | -- | --- | -- | ---- |
| 2010   | LA Dodgers | 9 | 0  | 0  | 0   | 0 | 0 | 0  | 8.2 | 4  | 4,15 |
| Totaux | Totaux     | 9 | 0  | 0  | 0   | 0 | 0 | 0  | 8.2 | 4  | 4,15 |

Note : G = Matches joués ; GS = Matches comme lanceur partant ; CG = Matches complets ; SHO = Blanchissages ; 
V = Victoires ; D = Défaites ; SV = Sauvetages ; IP = Manches lancées ; SO = Retraits sur des prises ; ERA = Moyenne de points mérités.